# Діти шпигунів 3D: Кінець гри
«Діти шпигунів-3D: Кінець гри» (англ. Spy Kids 3-D: GameOver) — американський пригодницький, сімейний фільм, третій фільм із серії Роберта Родріґеса «Діти шпигунів».
Картину зафільмовано за особливою технологією з використанням об'ємного зображення, і для її перегляду необхідні спеціальні окуляри для перегляду навіть в звичайних кінотеатрах.

## Сюжет
Продовження пригод дітей шпигунів Джуні і Кармен Кортес. Цього разу Кармен викрадають, і вона виявляється залученою до віртуальної гри. Щоб врятувати її, туди повинен потрапити і Джуні. Це третій і, швидше за все, останній фільм з серії «Діти шпигунів». Причина, з якої Родрігез зняв три картини за такий короткий час, проста: він хотів у всіх трьох частинах задіяти одних і тих самих дітей, а для цього вони повинні були залишатися дітьми.